# 1698 en philosophie
Chronologie de la philosophie
- 1694
- 1695
- 1696
- 1697
- 1698
- 1699
- 1700
- 1701
- 1702

L’année 1698 a été marquée, en philosophie, par les événements suivants :

## Publications
- Pierre-Daniel Huet : Nouveaux mémoires pour servir à l’histoire du cartésianisme, [publié sous le nom de Gilles de L’Aunay], Amsterdam, H. Desbordes, 1698, réimp. 1996, Éd. présentée et annotée par Claudine Poulouin, Rezé, Séquences  (ISBN 978-2-90715-643-1) lire en ligne sur Gallica

- John Norris publie : Réflexions sur la conduite de la vie humaine.

- John Toland : Vie de Milton , suivie de sa défense. Toland réfute l'authenticité du Nouveau Testament.

## Naissances
- 11 juillet : George Turnbull, mort le 31 janvier 1748, est un philosophe, théologien, professeur, écrivain sur l'éducation et une des premières mais peu connue personnalité des Lumières écossaises. Il enseigne au Marischal College (en) à Aberdeen, est employé comme tuteur et devient pasteur anglican. Mis à part ses écrits publiés sur la philosophie morale, il est également connu pour l'influence qu'il a exercée sur Thomas Reid et comme le premier membre des Lumières écossaises à publier un traité formel sur la théorie et la pratique de l'éducation .